# Veronika Schubert

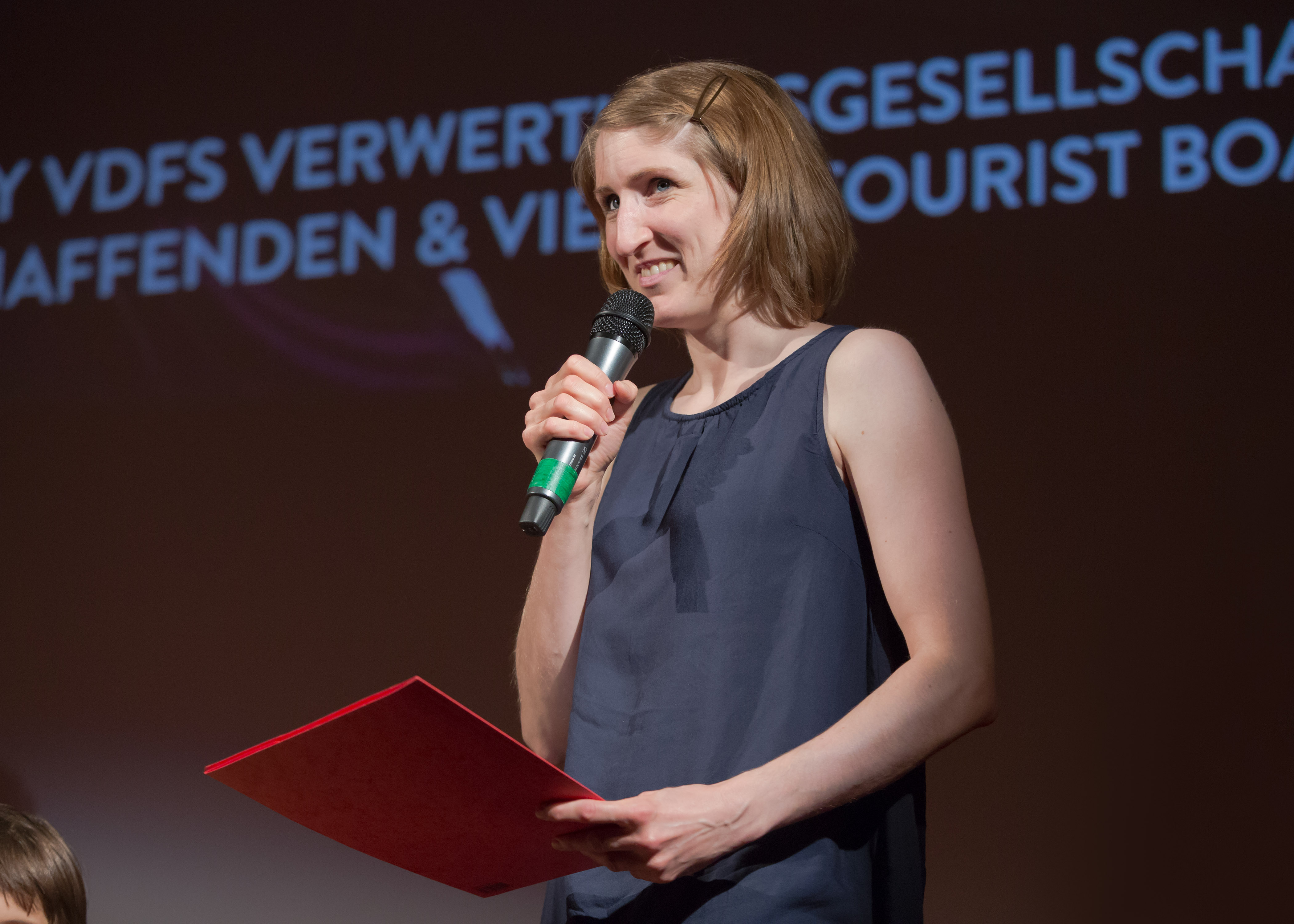
Veronika Schubert bei der Preisverleihung des Kurzfilmfestivals Vienna Shorts 2017

Veronika Schubert (* 30. April 1981 in Bregenz) ist eine österreichische Filmemacherin, Animatorin und bildende Künstlerin.

## Leben
Veronika Schubert stammt aus Lustenau. Sie studierte von 1999 bis 2005 Experimentelle Visuelle Gestaltung an der Universität für künstlerische und industrielle Gestaltung Linz. Weiters absolvierte sie 2003/2004 ein Auslandssemester im Fach Neue Medien an der Zürcher Hochschule der Künste. Von 2009 bis 2015 hatte sie Lehraufträge in den Fächern Textilkunst und Animation an der Akademie der bildenden Künste Wien. 2016/2017 lehrte sie an der Höheren Graphischen Bundes-Lehr- und Versuchsanstalt. Sie lebt und arbeitet in Wien.

## Werk
Zu Schuberts Gesamtwerk gehören Trickfilme, Videos, Fotografien, Collagen sowie Text- und Textilarbeiten. Sie verbindet Elemente des Films mit denen der bildenden Kunst, wobei sie insbesondere Sprachfragmente und fragmentiertes Bildmaterial einsetzt. Dabei greift sie auf ein umfangreiches Archiv an Zeitungsüberschriften zurück, die sie seit über 20 Jahren sammelt.
Der Filmhistoriker Giannalberto Bendazzi bescheinigte Schuberts animierten Kurzfilmen Tele-Dialog und Tintenkiller eine sehr experimentelle Herangehensweise an die Übersetzung von Geschichten in visuelle Darstellungen.
In ihrem Diplomfilm Tele-Dialog (2005, 5:10 min) thematisiert Schubert „einfach gestrickte“ TV-Unterhaltungssendungen, die unter anderem von Beziehungsdramen handeln. Aus entsprechenden Szenen erstellte sie ein Vorlagenvideo, das sie in Pixelbilder zerlegte, ausdruckte und als Strickanleitung verwendete. Auf diese Weise stellte sie 800 Strickbildchen her, welche sie bügelte, auf ein Nagelbrett aufspannte und schließlich abfotografierte. Der so entstandene Kurzfilm lief unter anderem auf dem Studentenfilmfestival film:riss und auf der Diagonale 2011.
Der Film Tintenkiller (2009, 4:30 min) basiert auf der Montage und Verfremdung einzelner Filmsequenzen aus der Reihe Tatort, wobei Schubert charakteristische Kriminalfilm-Elemente, wie Leichenfund oder Verfolgungsjagden, komprimiert und neu miteinander verbindet. Für die Found-Footage-Animation grundierte die Künstlerin 3000 Bilder mit Tinte und entfernte einige Stellen mit einem Tintenlöscher (sinnbildlich für die im Krimi ausgelöschten Leben). Diese stellte sie mit 3000 weiteren Einzelbildern, auf denen sie die Mimik mit Feder zeichnete, digital zusammen. Tintenkiller lief auf einer Reihe von Festivals wie der Diagonale, Kurzfilm Festival Hamburg, Kasseler Dokumentarfilm- und Videofest, Underdox Filmfestival, Stuttgarter Filmwinter und Bamberger Kurzfilmtage. Auf dem Animationsfestival Tricky Women/Tricky Realities 2010 wurde der Film mit dem Hubert-Sielecki-Preis ausgezeichnet. 2009 war er Teil der Einzelausstellung Veronika Schubert. Heraus mit der Sprache in der MUSA Startgalerie des Wien Museums.
In ihrem Film In erster Linie (2016, 5:30 min) behandelt Schubert kritisch den Umgang von Politikern und Medien mit der Flüchtlingskrise 2015. Visuell zeigt der Film auf 3000 Glasplättchen eingravierte Umrisslinien von Wolkenbewegungen, die wie eine sich ständig verändernde Grenzlinie auf einer imaginären Landkarte wirken. Unterlegt ist er mit einer Sound-Collage aus politischen Stehsätzen und medialen Floskeln, welche während der Krise im TV geäußert wurden. Für In erster Linie erhielt Schubert 2017 den höchstdotierten Preis bei dem Wiener Kurzfilmfestival Vienna Shorts. Er lief auch unter anderem auf dem DOK Leipzig 2017 und bei der Österreichischen Kurzfilmschau (als Qualifikant für die Vorauswahl zum Österreichischen Filmpreis 2018).

## Filmografie (Auswahl)
- 2002: Sicherheit
- 2003: Wartime Conditions
- 2004: Schildertausch
- 2004: Stricken mit Vroni
- 2004: Zürich
- 2005: Tele-Dialog
- 2006: Guten Tag – Buon Giorno
- 2007: Vielfalt
- 2009: Tintenkiller
- 2010: Was du nicht sagst (Säg gaad)
- 2011: Calle San Francisco
- 2012: Die Themen des Tages
- 2016: In Erster Linie
- 2017: Translation
- 2019: Contouring
- 2021: Mindset

## Ausstellungen (Auswahl)
- 2009: Veronika Schubert. Heraus mit der Sprache, Wien Museum, MUSA Startgalerie[10]
- 2012: Veronika Schubert. Erst einmal zurück ins Funkhaus, ORF Funkhaus Dornbirn[11]
- 2018: Veronika Schubert. Kein falsches Wort, Bildraum Bodensee, Bregenz[12]
- 2023: Veronika Schubert. Aufmacher (Fassadenbespielung), vorarlberg museum, Bregenz[13]